# Trimetoprym
Trimetoprym (ang. trimethoprim) – organiczny związek chemiczny, chemioterapeutyk, będący inhibitorem reduktazy kwasu dihydrofoliowego.

## Spektrum działania
- Escherichia coli
- Proteus mirabilis
- Klebsiella pneumoniae
- Enterobacter spp.
- Citrobacter spp.
- Haemophilus influenzae
- Hafnia spp.
- Legionella spp.
- Pasteurella spp.
- Providencia spp.
- Serratia spp.
- Salmonella spp.
- Shigella spp.
- Staphylococcus aureus
- Staphylococcus epidermidis
- Staphylococcus saprophyticus
- Streptococcus pneumoniae
- Vibrio spp.
- Yersinia spp.

## Mechanizm działania
Odwracalne hamowanie reduktazy kwasu dihydrofoliowego, która jest bakteryjnym enzymem uczestniczącym w przemianie kwasu dihydrofoliowego w kwas tetrahydrofoliowy.

## Wskazania
- zakażenia układu moczowego
- zakażenia dróg oddechowych
- dur brzuszny
- biegunka

## Przeciwwskazania
- nadwrażliwość na trimetoprim lub kotrimoksazol
- niedokrwistość megaloblastyczna
- niewydolność nerek
- niewydolność wątroby

## Działania niepożądane
- osutka
- świąd
- anafilaksja
- zespół Stevensa-Johnsona
- reakcje fototoksyczne
- zaburzenia żołądkowo-jelitowe
- pogłębienie niewydolności nerek
- odwracalne zahamowanie czynności szpiku kostnego
- agranulocytoza
- małopłytkowość
- leukopenia
- niedokrwistość megaloblastyczna
- methemoglobinemia
- hiperkaliemia (która może być w efekcie przyczyną NZK)

## Preparaty
Preparaty proste:
- Trimesan
- Urotrim

Preparaty złożone:
- Apo-Sulfatrim – trimetoprim + sulfametoksazol
- Bactrim – trimetoprim + sulfametoksazol
- Biseptol – trimetoprim + sulfametoksazol
- Septrim – trimetoprim + sulfametoksazol
- Two-Septol – trimetoprim + sulfametoksazol